# Erycibe
Ericybe é um género botânico pertencente à família Convolvulaceae.